# Freddie Smith (attore)
Freddie Matthew Smith (Ashtabula, 19 marzo 1988) è un attore statunitense.
È famoso per il ruolo di Sonny Kiriakis in Il tempo della nostra vita.

## Biografia
Freddie Smith è nato ad Ashtabula (Ohio), da Fred e Renee Smith. È cresciuto come figlio unico ma è molto legato a due dei suoi cugini. Smith si è diplomato alla Edgewood Senior High School nel 2006. Dopo il liceo, Smith si è trasferito a Los Angeles, iniziando la sua carriera di attore nel 2008.

### Carriera
La sua prima apparizione è in un ruolo cameo nella serie paranormale Medium. È poi apparso nel cortometraggio Weak Species con Erik Smith e nel film Un solo desiderio uscito nel 2010. Ha anche realizzato spot pubblicitari per Kay Jewelers, Taco Bell, Carl's Jr, McDonald's e Verizon.
Nel 2011 è nel cast di 90210, nel ruolo ricorrente di Marco, un calciatore gay che avrà una relazione con Teddy Montgomery (Trevor Donovan). È apparso in 5 episodi della terza stagione compreso il finale di stagione. Oltre a 90210, dal 2011 ha interpretato il ruolo di Sonny Kiriakis nella soap opera Il tempo della nostra vita, il primo personaggio apertamente gay con contratto fisso nella soap opera di successo, lasciando il ruolo di Sonny nel 2020 venendo in seguito sostituito da Zach Tinker.

### Vita privata
Il 6 ottobre 2014, Smith si è schiantato con la sua auto ferendo gravemente la sua passeggera, Alyssa Tabit. Si è dichiarato colpevole di aggressione veicolare ed è stato condannato il 18 febbraio 2015. È stato condannato a due anni di libertà vigilata. La sua patente di guida è stata sospesa per un anno. Inoltre gli è stato ordinato di pagare una multa di 1.400 dollari. Tabit ha scritto una lettera al giudice chiedendo che a Smith fosse risparmiata la prigione. Smith ha sposato Alyssa Tabit il 31 dicembre 2020.

## Filmografia

### Cinema
- Weak Species (2009)
- Un solo desiderio (2010)
- Hiker (2015)

### Televisione
- Medium - serie TV, 1 episodio (2008)
- 90210 - serie TV, 5 episodi (2011)
- ACME Hollywood Dream Role - serie TV (2011)
- Il tempo della nostra vita - soap opera (2011-2020)
- Addicts Anonymous - serie TV, 6 episodi (2013)